# Loureira
Loureira is een plaats (freguesia) in de Portugese gemeente Vila Verde en telt 1 013 inwoners (2001).